# Trà Cú (huyện)
Trà Cú là một huyện cũ thuộc tỉnh Trà Vinh cũ, Việt Nam.

## Địa lý
Huyện Trà Cú nằm cách thành phố Trà Vinh 33 km đường lộ trên tuyến quốc lộ 53 và 54. Đây là tuyến vận tải hàng hóa quốc tế qua cửa biển Định An, có vị trí địa lý:
- Phía đông giáp huyện Cầu Ngang và huyện Duyên Hải
- Phía tây giáp huyện Cù Lao Dung, tỉnh Sóc Trăng ranh giới qua Sông Hậu
- Phía nam giáp huyện Duyên Hải
- Phía bắc giáp huyện Châu Thành và huyện Tiểu Cần.

Huyện Trà Cú có diện tích 312,43 km², dân số năm 2019 là 146.329 người, mật độ dân số đạt 468 người/km².
Huyện có đông đồng bào Khmer đông nhất tỉnh, chiếm 60% dân số so với dân số toàn huyện, chủ yếu sinh sống ở các xã vùng sâu, vùng xa.

### Điều kiện tự nhiên
Trà Cú mang đặc điểm địa hình rõ nét của vùng đồng bằng ven biển, địa hình huyện có nhiều giồng cát hình cánh cung song song với bờ biển, có cao trình cao trên 2m. Cao trình bình quân phổ biến từ 0,4m đến 0,8m so với mặt nước biển, cao trình tháp phân bố rải rác ở các xã Đại An, Đôn Châu, Ngãi Xuyên, Ngọc Biên.
Nằm trong khu vực khí hậu nhiệt đới gió mùa ven biển (có hai mùa mưa nắng rõ rệt trong năm) rất thuận lợi cho sản xuất nông nghiệp; nhiệt độ trung bình từ 24,9 – 28,5 °C; tổng lượng mưa bình quân trong năm đo được khoảng 1.900 mm.
Sông Hậu qua huyện là một trong hai nhánh chính của đoạn cuối sông Hậu phân cách bởi Cù Lao Dung, nhánh qua huyện có mặt rộng 1,5 – 2,5 km, sâu trên 10m. Các sông rạch chính: Rạch Trà Cú – Vàm Buôn dài khoảng 18 km, bắt nguồn từ sông Hậu nối thông với Rạch Trà Mềm qua cống Tập Sơn; Rạch Tổng Long dài khoảng 17 km bắt nguồn từ sông Hậu thông với kênh 3/2. Ngoài ra còn nhiều kênh rạch khác như: Kênh 3/2, kênh An Quảng Hữu, kênh Nguyễn Văn Pho, rạch Vàm Ray, rạch Bắc Trang, rạch Trà Mềm,...
Chế độ thủy triều: chịu ảnh hưởng chế độ bán nhật triều Biển Đông, trong ngày nước lên xuống hai lần, mỗi tháng có hai lần triều cường sau ngày mồng 01 và ngày 15 âm lịch(từ 2 – 3 ngày), biên độ triều hằng ngày rất lớn, nhất là khu vực gần cửa sông. Vùng đất phía Tây Quốc lộ 53 của huyện bị xâm nhập mặn vào mùa khô, chủ yếu từ sông Hậu như rạch Trà Cú, Tổng Long, Vàm Ray.
Với địa hình cập sông Hậu với chiều dài trên 20 km có tiếp giáp cửa biển Định An, thuận tiện cho phát triển nghề đánh bắt thủy sản và giao thông đường thủy.
Đất nông nghiệp; 31.261,7 ha, chiếm 84,51% diện tích tự nhiên gồm: đất trồng cây hàng năm 23.986,81 ha, chiếm 76,73% diện tích đất nông nghiệp(trong đó đất trồng lúa); đất trồng cây lâu năm 4.919,77 ha, chiếm 15,74% diện tích đất nông nghiệp; đất nuôi trồng thủy sản 2.355,12 ha, chiếm 7,53% diện tích đất nông nghiệp. Đất phi nông nghiệp 5.708,85 ha; đất chưa sử dụng 21,9 ha; sông rạch 3.043,24 ha.
Tài nguyên khoáng sản: theo khảo sát lập bản đồ địa chất khoáng sản đồng bằng Nam Bộ huyện có mỏ đất sét ở xã Phước Hưng với trữ lượng tương đối lớn, dân đã khai thác để làm gạch, nhưng gạch thường bị vênh và trọng lượng viên gạch nặng. Nhìn chung, sét có thành phần hóa học đạt so với yêu cầu, nhưng lượng cát ít, trong sét có nhiều Hydro-mica nên gạch dễ bị vênh khi nung.
Huyện Trà Cú có nguồn tài nguyên nước mặt và nước ngầm khá phong phú, trong đó nguồn nước mặt chủ yếu từ sông Hậu, rạch Trà Cú – Vàm Buôn, rạch Tổng Long… phục vụ tốt cho sản xuất nông nghiệp và sinh hoạt của nhân dân.
Dân số (năm 2013)
Trà Cú là một huyện duyên hải thuộc tỉnh Trà Vinh. Huyện có đông đồng bào Khmer nhất tỉnh khoảng 111.607 người, chiếm 60% dân số so với dân số toàn huyện.
Dân số của huyện là khoảng 180.084 người, có mật độ dân số 487 người/km² với 44.852 hộ. Người dân chủ yếu sống ở nông thôn với dân số khoảng 168.283 người chiếm tỷ lệ gần 93% dân số của huyện.

## Hành chính
Huyện Trà Cú có 17 đơn vị hành chính cấp xã trực thuộc, bao gồm 2 thị trấn: Trà Cú (huyện lỵ), Định An và 15 xã: An Quảng Hữu, Đại An, Định An, Hàm Giang, Hàm Tân, Kim Sơn, Long Hiệp, Lưu Nghiệp Anh, Ngãi Xuyên, Ngọc Biên, Phước Hưng, Tân Hiệp, Tân Sơn, Tập Sơn, Thanh Sơn.

## Lịch sử
Trà Cú là quận của tỉnh Trà Vinh từ ngày 07 tháng 3 năm 1950, được thành lập trên cơ sở đổi tên từ quận Bắc Trang trước đó. Quận Trà Cú gồm có 3 tổng: Ngãi Hòa Thượng với 4 làng, Ngãi Hòa Trung với 5 làng, Thành Hóa Thượng với 4 làng; quận lỵ đặt tại làng Ngãi Xuyên.
Ngày 21 tháng 7 năm 1956, tách xã Long Vĩnh của tổng Thành Hóa Thượng nhập vào quận Long Toàn cùng tỉnh.
Ngày 31 tháng 1 năm 1957, quận Trà Cú thuộc tỉnh Vĩnh Bình, gồm 3 tổng như cũ với 9 xã; quận lỵ đặt tại xã Ngãi Xuyên. Sau năm 1965, các tổng mặc nhiên bị giải thể.
Sau ngày 30 tháng 4 năm 1975, Trà Cú là huyện của tỉnh Cửu Long, gồm 9 xã: An Quảng Hữu, Đại An, Đôn Châu, Hàm Giang, Long Hiệp, Lưu Nghiệp Anh, Ngãi Xuyên, Phước Hưng và Tập Sơn.

### Từ năm 1976 đến nay
Tháng 2 năm 1976, Chính phủ Cách mạng lâm thời Cộng hòa Miền Nam Việt Nam ban hành Nghị định về việc giải thể khu, hợp nhất tỉnh ở miền Nam Việt Nam bằng sự sáp nhập tỉnh Vĩnh Long và tỉnh Vĩnh Bình thành tỉnh Cửu Long.
Ngày 11 tháng 3 năm 1977, Hội đồng Chính phủ ban hành Quyết định 59-CP về việc giải thể huyện Tiểu Cần để sáp nhập 3 xã: Tập Ngãi, Hùng Hòa và Tân Hòa của huyện Tiểu Cần vào huyện Trà Cú.
Ngày 15 tháng 9 năm 1981, Hội đồng Bộ trưởng Quyết định 69-HĐBT về việc:
- Chia xã Đôn Châu thành 2 xã: Đôn Châu và Đôn Xuân
- Chia xã Long Hiệp thành 3 xã: Long Hiệp, Tân Hiệp và Ngọc Biên
- Chia xã Ngãi Xuyên thành 2 xã: Ngãi Xuyên và Thạnh Sơn
- Chia xã Tập Ngãi thành 2 xã: Tập Ngãi và Ngãi Hùng.

Ngày 29 tháng 9 năm 1981, Hội đồng Bộ trưởng ban hành Quyết định 98-HĐBT về việc thành lập huyện Tiểu Cần trên cơ sở tách 4 xã Tập Ngãi, Hùng Hòa, Tân Hòa và Ngãi Hùng của huyện Trà Cú.
Huyện Trà Cú bao gồm 13 xã: An Quãng Hữu, Lưu Nghiệp Anh, Đại An, Đôn Châu, Đôn Xuân, Long Hiệp, Tân Hiệp, Ngãi Xuyên (trụ sở huyện lỵ), Ngọc Biên, Thanh Sơn, Tập Sơn, Phước Hưng và Hàm Giang.
Ngày 26 tháng 12 năm 1991, tỉnh Cửu Long được chia thành 2 tỉnh: Vĩnh Long và Trà Vinh, huyện Trà Cú thuộc tỉnh Trà Vinh.
Ngày 29 tháng 8 năm 1994, Chính phủ ban hành Nghị định 99-CP về việc thành lập thị trấn Trà Cú trên cơ sở tách một phần dân số và diện tích của xã Thanh Sơn và xã Ngãi Xuyên.
Ngày 2 tháng 3 năm 1998, Chính phủ Việt Nam ban hành Nghị định số 13/1998/NĐ-CP về việc thành lập xã Định An trên cơ sở 1.696,51 ha diện tích tự nhiên và 6.848 nhân khẩu của xã Đại An.
Ngày 10 tháng 12 năm 2003, Chính phủ Việt Nam ban hành Nghị định số số 157/2003/NĐ-CP về việc:
- Thành lập xã Kim Sơn trên cơ sở 2.228,72 ha diện tích tự nhiên và 7.874 nhân khẩu của xã Thanh Sơn
- Thành lập xã Tân Sơn trên cơ sở 1.521,145 ha diện tích tự nhiên và 6.435 nhân khẩu của xã Tập Sơn.

Ngày 1 tháng 8 năm 2008, Chính phủ Việt Nam ban hành Nghị định số 86/2008/NĐ-CP về việc:
- Thành lập xã Hàm Tân trên cơ sở điều chỉnh 2.098 ha diện tích tự nhiên và 7.759 nhân khẩu của xã Hàm Giang
- Thành lập thị trấn Định An trên cơ sở điều chỉnh 403,86 ha diện tích tự nhiên và 5.444 nhân khẩu của xã Định An.

Sau khi điều chỉnh, huyện Trà Cú có 19 đơn vị hành chính trực thuộc, bao gồm 17 xã: An Quảng Hữu, Lưu Nghiệp Anh, Đại An, Đôn Châu, Đôn Xuân, Long Hiệp, Tân Hiệp, Ngãi Xuyên, Ngọc Biên, Thanh Sơn, Kim Sơn, Tập Sơn, Tân Sơn, Phước Hưng, Định An, Hàm Giang, Hàm Tân và 2 thị trấn: Trà Cú, Định An.
Ngày 15 tháng 5 năm 2015, Ủy ban thường vụ Quốc hội ban hành Nghị quyết 934/NQ-UBTVQH13
về việc điều chỉnh toàn bộ 2 xã: Đôn Châu và Đôn Xuân được chuyển về huyện Duyên Hải quản lý.
Như vậy, huyện Trà Cú có 17 đơn vị hành chính, bao gồm 2 thị trấn và 15 xã như hiện nay.

## Kinh tế
Người dân chủ yếu làm nghề trồng lúa, trồng mía, đánh cá, chăn nuôi.

## Giao thông
- Quốc lộ 53
- Quốc lộ 54
- Đường tỉnh 914
- Hương lộ 12, 25, 27, 28, 36.

## Văn hóa - du lịch

#### Di tích, thắng cảnh tiêu biểu
- Chùa Nodol hay còn gọi Chùa Giồng Lớn hoặc Chùa Cò (là một trong 44 chùa Phật giáo Nam tông Khmer của huyện), có niên đại trên 300 năm. Khuôn viên chùa rộng với cảnh quan đẹp, có nhiều loài cò, chim hoang dã sinh sống, trú ngụ. Chùa tọa lạc tại ấp Cây Da, xã Đại An.
- Chùa Vàm Ray là ngôi chùa Phật giáo Nam Tông lớn nhất nước với kiến trúc cổ kính, khung cảnh thanh tịnh, đặc biệt với tượng Phật nhập niết bàn dài 54 m.
- Chùa Ông Bảo của người Hoa.
- 44 chùa Phật giáo Nam tông Khmer với kiến trúc cổ, đặc sắc của người Khmer.
- Cửa Định An: là một trong 9 cửa của hệ thống sông Mekong, nơi tiếp giáp của Sông Hậu với Biển Đông.
- Nhà cổ: Ngụ tại ấp Giồng Lớn A, xã Đại An. Được xây dựng năm 2014 trên diện tích 1ha. Với kiến trúc cổ kính, không gian rộng rãi thoáng mát.
- Làng nghề làm chiếu: Tại ấp Cà Hom, xã Hàm Giang.